# Maurice Daumas (chimiste)
Pour les articles homonymes, voir Maurice Daumas et Daumas.
Maurice Daumas (Béziers, le 19 décembre 1910 – Paris, le 18 mars 1984) est un chimiste et historien français, l'un des pionniers de l'histoire des techniques en France. Il consacra une partie essentielle de son travail à l'archéologie des techniques et au patrimoine industriel français.

## Biographie
Fils d'enseignants, il fréquenta le lycée de Montpellier puis poursuivit jusqu'en 1936 des études de chimie à la Faculté des Sciences Pharmaceutiques et Biologiques de cette même ville et enfin à la Faculté des sciences de Paris, où il reçut sa licence en 1935. Il fut employé au Laboratoire Municipal de la Préfecture de Police de Paris de 1935 à 1942 avant de rejoindre le Laboratoire de Recherches des Ets Doiteau (Corbeil) de 1942 à 1943 puis la Fondation Alexis Carrel (1944) et l’INED comme secrétaire de rédaction.
C'est en 1947 qu'il prend ses fonctions de conservateur au Musée des arts et métiers, poste qu'il occupera désormais jusqu'en 1976. Il prépare sa thèse de philosophie (soutenue en 1952) sous la direction de Gaston Bachelard. Il sera parallèlement dès sa création en 1960 le premier directeur du Centre de Documentation d’Histoire des Techniques de l’École pratique des hautes études et en 1966, sera nommé professeur associé d’histoire de la technologie à l’Université de Nancy. Le Conservatoire national des arts et métiers lui ouvre à son tour une chaire d’histoire des techniques en 1969.
Auteur prolifique, Daumas a publié de nombreux ouvrages sur les liens entre la science (notamment la chimie, sa spécialité) et les techniques. Il fut l’un des premiers collaborateurs de Paul Angoulvent lors des débuts de la collection Que sais-je ? aux Presses universitaires de France. Daumas s'intéressait tout particulièrement à l’archéologie industrielle et au rôle des instruments scientifiques dans le progrès des sciences.
Il fut l’un des fondateurs de :
- l’International Committee for the History of Technology (1968), dont il fut le premier secrétaire général et dont il organisa le premier congrès à Pont-à-Mousson en 1970 ;
- la revue Archéologie Industrielle en France (1976).

L'Académie des Sciences lui décerna le Prix Pelloit (1953) et le Prix Freycinet (1957). La Society for the History of Technology lui décerna en 1965 la médaille Leonardo da Vinci. L’American chemical society lui attribua la Dexter Award en 1980 « for his numerous contributions to the history of chemistry and in particular for his biographical studies of Lavoisier and his work on scientific instruments ».

## Œuvres
- Les matières plastiques, Paris, Presses universitaires de France, coll. « Que sais-je ? », 1941, 126 p..
- Lavoisier, Théoricien et Expérimentateur, Presses universitaires de France, 1941 (réimpr. 1955).
- Arago : 1786-1853, Paris, Gallimard, 1943 (réimpr. 1987, éd. Belin), 303 p. (ISBN 2-7011-1122-6) .
- L’Acte Chimique, Essai sur l’Histoire de la Philosophie Chimique, éditions du Sablon, 1945.
- Scientific Instruments of the Seventeenth and Eighteenth Centuries and their Makers [« Les Instruments Scientifiques aux XVIIe et XVIIIe siècles »]  (trad. Mary Holbrook), Paris, J. Gabay, 1953, 1972 pour l'édition en anglais (réimpr. 2003), 417 p. (ISBN 978-2-87647-222-8 et 2-87647-222-8).
- Histoire de la Science, Gallimard, coll. « Encyclopédie de la Pléiade », 1957.
- Histoire Générale des Techniques (5 Volumes, Ed., PUF, 1962– 1979, [détail des éditions]).
- L'archéologie industrielle en France, Robert Laffont, coll. « Les hommes et l'histoire », 1980, 464 p..
- Les Grandes Étapes du Progrès Technique, 1981.
- Le cheval de César, ou le mythe des révolutions techniques, Paris/Montreux, Editions des archives contemporaines (EAC), coll. « Histoire des sciences et des techniques », 1985 (réimpr. 1991), 336 p. (ISBN 2-88124-822-5).